# Nederlands landskampioenschap voetbal 1955/56 (Kampioenscompetitie)/Wedstrijden
De wedstrijden van de kampioenscompetitie van het Nederlandse Hoofdklasse voetbal uit het seizoen 1955/56 was de tweede keer dat er officieel gestreden werd om het landskampioenschap voetbal na de intrede van het betaald voetbal in Nederland. De competitie werd gespeeld nadat de reguliere competitieklasses waren uitgespeeld. De wedstrijden werden gespeeld van 20 juni 1956 tot 8 juli 1956.

## Speelronde 1
|              |                               |       |                                              |                                                                                                |
| 20 juni 1956 | Elinkwijk                     | 2 – 3 | NAC                                          | Stadion: Amsterdamsestraatweg, Utrecht Toeschouwers: 13.500 Scheidsrechter: Karel van der Meer |
| 20 juni 1956 | Jan Klein 30' Eef Westers 41' |       | 7', 10' Leo Canjels 17' Jan van Hoogenhuizen | Stadion: Amsterdamsestraatweg, Utrecht Toeschouwers: 13.500 Scheidsrechter: Karel van der Meer |
| 20 juni 1956 |                               |       |                                              | Stadion: Amsterdamsestraatweg, Utrecht Toeschouwers: 13.500 Scheidsrechter: Karel van der Meer |
| 20 juni 1956 |                               |       |                                              | Stadion: Amsterdamsestraatweg, Utrecht Toeschouwers: 13.500 Scheidsrechter: Karel van der Meer |
|              |                               |       |                                              |                                                                                                |

|              |                                                 |       |                  |                                                                                |
| 20 juni 1956 | Rapid JC                                        | 3 – 1 | Sparta           | Stadion: Kaalheide, Kerkrade Toeschouwers: 22.000 Scheidsrechter: Bertus Ausum |
| 20 juni 1956 | Wiel Coerver 25', 66' (pen.) Noud van Melis 38' |       | 17' Joop Daniëls | Stadion: Kaalheide, Kerkrade Toeschouwers: 22.000 Scheidsrechter: Bertus Ausum |
| 20 juni 1956 |                                                 |       |                  | Stadion: Kaalheide, Kerkrade Toeschouwers: 22.000 Scheidsrechter: Bertus Ausum |
| 20 juni 1956 |                                                 |       |                  | Stadion: Kaalheide, Kerkrade Toeschouwers: 22.000 Scheidsrechter: Bertus Ausum |
|              |                                                 |       |                  |                                                                                |

## Speelronde 2
|              |     |                  |          |                                                                                    |
| 23 juni 1956 | NAC | 0 – 1            | Rapid JC | Stadion: Beatrixstraat, Breda Toeschouwers: 14.000 Scheidsrechter: Koos van Gelder |
| 23 juni 1956 |     | 17' Huub Janssen |          | Stadion: Beatrixstraat, Breda Toeschouwers: 14.000 Scheidsrechter: Koos van Gelder |
| 23 juni 1956 |     |                  |          | Stadion: Beatrixstraat, Breda Toeschouwers: 14.000 Scheidsrechter: Koos van Gelder |
| 23 juni 1956 |     |                  |          | Stadion: Beatrixstraat, Breda Toeschouwers: 14.000 Scheidsrechter: Koos van Gelder |
|              |     |                  |          |                                                                                    |

|              |        |       |           |                                                                                      |
| 23 juni 1956 | Sparta | 0 – 0 | Elinkwijk | Stadion: Het Kasteel, Rotterdam Toeschouwers: 17.000 Scheidsrechter: Henk Veldhuizen |
| 23 juni 1956 |        |       |           | Stadion: Het Kasteel, Rotterdam Toeschouwers: 17.000 Scheidsrechter: Henk Veldhuizen |
| 23 juni 1956 |        |       |           | Stadion: Het Kasteel, Rotterdam Toeschouwers: 17.000 Scheidsrechter: Henk Veldhuizen |
| 23 juni 1956 |        |       |           | Stadion: Het Kasteel, Rotterdam Toeschouwers: 17.000 Scheidsrechter: Henk Veldhuizen |
|              |        |       |           |                                                                                      |

## Speelronde 3
|              |                                             |       |        |                                                                                   |
| 27 juni 1956 | NAC                                         | 2 – 0 | Sparta | Stadion: Beatrixstraat, Breda Toeschouwers: 13.000 Scheidsrechter: Klaas Schipper |
| 27 juni 1956 | Piet Vergouwen 54' Jan van Hoogenhuizen 80' |       |        | Stadion: Beatrixstraat, Breda Toeschouwers: 13.000 Scheidsrechter: Klaas Schipper |
| 27 juni 1956 |                                             |       |        | Stadion: Beatrixstraat, Breda Toeschouwers: 13.000 Scheidsrechter: Klaas Schipper |
| 27 juni 1956 |                                             |       |        | Stadion: Beatrixstraat, Breda Toeschouwers: 13.000 Scheidsrechter: Klaas Schipper |
|              |                                             |       |        |                                                                                   |

|              |                                                   |       |                   |                                                                                       |
| 27 juni 1956 | Rapid JC                                          | 3 – 1 | Elinkwijk         | Stadion: Kaalheide, Kerkrade Toeschouwers: 22.000 Scheidsrechter: Andries van Leeuwen |
| 27 juni 1956 | Huub Janssen 7' Hub Bisschops 72' Johan Adang 82' |       | 8' Evert-Jan Vonk | Stadion: Kaalheide, Kerkrade Toeschouwers: 22.000 Scheidsrechter: Andries van Leeuwen |
| 27 juni 1956 |                                                   |       |                   | Stadion: Kaalheide, Kerkrade Toeschouwers: 22.000 Scheidsrechter: Andries van Leeuwen |
| 27 juni 1956 |                                                   |       |                   | Stadion: Kaalheide, Kerkrade Toeschouwers: 22.000 Scheidsrechter: Andries van Leeuwen |
|              |                                                   |       |                   |                                                                                       |

## Speelronde 4
|              |                                  |       |          |                                                                                      |
| 30 juni 1956 | Elinkwijk                        | 2 – 0 | Rapid JC | Stadion: Amsterdamsestraatweg, Utrecht Toeschouwers: 12.000 Scheidsrechter: Leo Horn |
| 30 juni 1956 | Jan Klein 16' Evert-Jan Vonk 40' |       |          | Stadion: Amsterdamsestraatweg, Utrecht Toeschouwers: 12.000 Scheidsrechter: Leo Horn |
| 30 juni 1956 |                                  |       |          | Stadion: Amsterdamsestraatweg, Utrecht Toeschouwers: 12.000 Scheidsrechter: Leo Horn |
| 30 juni 1956 |                                  |       |          | Stadion: Amsterdamsestraatweg, Utrecht Toeschouwers: 12.000 Scheidsrechter: Leo Horn |
|              |                                  |       |          |                                                                                      |

|              |                  |       |                                     |                                                                                   |
| 30 juni 1956 | Sparta           | 1 – 2 | NAC                                 | Stadion: Het Kasteel, Rotterdam Toeschouwers: 14.000 Scheidsrechter: Joop Martens |
| 30 juni 1956 | Koos Verbeek 86' |       | 12' Louis Overbeeke 64' Leo Canjels | Stadion: Het Kasteel, Rotterdam Toeschouwers: 14.000 Scheidsrechter: Joop Martens |
| 30 juni 1956 |                  |       |                                     | Stadion: Het Kasteel, Rotterdam Toeschouwers: 14.000 Scheidsrechter: Joop Martens |
| 30 juni 1956 |                  |       |                                     | Stadion: Het Kasteel, Rotterdam Toeschouwers: 14.000 Scheidsrechter: Joop Martens |
|              |                  |       |                                     |                                                                                   |

## Speelronde 5
|             |                                                           |       |                                      |                                                                                 |
| 4 juli 1956 | NAC                                                       | 5 – 2 | Elinkwijk                            | Stadion: Beatrixstraat, Breda Toeschouwers: 14.000 Scheidsrechter: Bertus Ausum |
| 4 juli 1956 | Louis Overbeeke 25', 85' Leo Canjels 65' (pen.), 67', 70' |       | 55' Wim de Jongh 72' Bertus van Beek | Stadion: Beatrixstraat, Breda Toeschouwers: 14.000 Scheidsrechter: Bertus Ausum |
| 4 juli 1956 |                                                           |       |                                      | Stadion: Beatrixstraat, Breda Toeschouwers: 14.000 Scheidsrechter: Bertus Ausum |
| 4 juli 1956 |                                                           |       |                                      | Stadion: Beatrixstraat, Breda Toeschouwers: 14.000 Scheidsrechter: Bertus Ausum |
|             |                                                           |       |                                      |                                                                                 |

|             |                           |       |                   |                                                                                         |
| 4 juli 1956 | Sparta                    | 2 – 1 | Rapid JC          | Stadion: Het Kasteel, Rotterdam Toeschouwers: 13.000 Scheidsrechter: Karel van der Meer |
| 4 juli 1956 | Wim van der Gijp 18', 75' |       | 60' Hub Bisschops | Stadion: Het Kasteel, Rotterdam Toeschouwers: 13.000 Scheidsrechter: Karel van der Meer |
| 4 juli 1956 |                           |       |                   | Stadion: Het Kasteel, Rotterdam Toeschouwers: 13.000 Scheidsrechter: Karel van der Meer |
| 4 juli 1956 |                           |       |                   | Stadion: Het Kasteel, Rotterdam Toeschouwers: 13.000 Scheidsrechter: Karel van der Meer |
|             |                           |       |                   |                                                                                         |

## Speelronde 6
|             |                                                                    |       |                                                        |                                                            |
| 8 juli 1956 | Elinkwijk                                                          | 5 – 3 | Sparta                                                 | Stadion: Amsterdamsestraatweg, Utrecht Toeschouwers: 6.000 |
| 8 juli 1956 | Jan Klein 54' Wim de Jongh 56', 75', 78' Evert-Jan Vonk 85' (pen.) |       | 22' Ad Verhoeven 70' Wim van der Gijp 72' Joop Daniëls | Stadion: Amsterdamsestraatweg, Utrecht Toeschouwers: 6.000 |
| 8 juli 1956 |                                                                    |       |                                                        | Stadion: Amsterdamsestraatweg, Utrecht Toeschouwers: 6.000 |
| 8 juli 1956 |                                                                    |       |                                                        | Stadion: Amsterdamsestraatweg, Utrecht Toeschouwers: 6.000 |
|             |                                                                    |       |                                                        |                                                            |

|             |                                                                 |       |                        |                                                                                  |
| 8 juli 1956 | Rapid JC                                                        | 5 – 1 | NAC                    | Stadion: Kaalheide, Kerkrade Toeschouwers: 24.000 Scheidsrechter: Jan Bronkhorst |
| 8 juli 1956 | Noud van Melis 15' Huub Janssen 30', 51', 69' Hein Strouken 87' |       | 65' (e.d.) Wiel Smeets | Stadion: Kaalheide, Kerkrade Toeschouwers: 24.000 Scheidsrechter: Jan Bronkhorst |
| 8 juli 1956 |                                                                 |       |                        | Stadion: Kaalheide, Kerkrade Toeschouwers: 24.000 Scheidsrechter: Jan Bronkhorst |
| 8 juli 1956 |                                                                 |       |                        | Stadion: Kaalheide, Kerkrade Toeschouwers: 24.000 Scheidsrechter: Jan Bronkhorst |
|             |                                                                 |       |                        |                                                                                  |

## Beslissingswedstrijd
|              |                                           |       |     |                                                                                          |
| 14 juli 1956 | Rapid JC                                  | 3 – 0 | NAC | Stadion: De Vliert, 's-Hertogenbosch Toeschouwers: 26.000 Scheidsrechter: Jan Bronkhorst |
| 14 juli 1956 | Noud van Melis 62' Hub Bisschops 70', 85' |       |     | Stadion: De Vliert, 's-Hertogenbosch Toeschouwers: 26.000 Scheidsrechter: Jan Bronkhorst |
| 14 juli 1956 |                                           |       |     | Stadion: De Vliert, 's-Hertogenbosch Toeschouwers: 26.000 Scheidsrechter: Jan Bronkhorst |
| 14 juli 1956 |                                           |       |     | Stadion: De Vliert, 's-Hertogenbosch Toeschouwers: 26.000 Scheidsrechter: Jan Bronkhorst |
|              |                                           |       |     |                                                                                          |